# Chang Si
Chang Si (chinesisch 常思, Pinyin Cháng Sī; * 15. November 1986 in Peking) ist eine ehemalige chinesische Synchronschwimmerin.

## Erfolge
Chang Sis erste internationale Medaille gewann sie 2009 bei der World Trophy in Kanada mit Bronze im Mannschaftswettbewerb. Sie gewann 2010 bei den Asienspielen in Guangzhou die Goldmedaillen in der Kombination und in der Mannschaftskonkurrenz. Ein Jahr darauf sicherte sie sich im Rahmen der Weltmeisterschaften 2011 in Shanghai mit der Mannschaft in der Kombination sowie im freien und im technischen Programm jeweils die Silbermedaille. Die Chinesinnen schlossen alle drei Wettkämpfe hinter Russland und vor Kanada bzw. Spanien auf Platz zwei ab. 2012 trat Chang bei den Olympischen Spielen in London im Wettbewerb mit der Mannschaft an. In diesem erzielte sie zusammen mit Chen Xiaojun, Huang Xuechen, Jiang Tingting, Jiang Wenwen, Liu Ou, Luo Xi, Wu Yiwen und Sun Wenyan sowohl in der technischen Übung als auch in der Kür jeweils das zweitbeste Resultat, womit die Chinesinnen auch die Gesamtwertung mit 194,010 Punkten als Zweite abschlossen und hinter den Olympiasiegerinnen aus Russland die Silbermedaillen gewannen. Auf dem dritten Podestplatz folgte die spanische Mannschaft. Ebenfalls 2012 gelang es Chang mit der chinesischen Mannschaft bei der World Trophy in Mexiko drei Goldmedaillen zu gewinnen.